# نادي ألوبيون
نادي ألوبيون الرياضي (بالإسبانية: Club Deportivo Aluvión)‏ نادي كرة قدم إسباني ، تم تأسيسه في عام 1922.